# Dušan Đokić
Dušan Đokić (ur. 20 lutego 1980 w Prokuplje) – serbski piłkarz występujący na pozycji napastnika. W sezonie 2010/2011 grał w Zagłębiu Lubin.